# Handel i usługi w Poznaniu po 1989 roku

## Ogólna charakterystyka
Pierwsze supermarkety, dyskonty i centra handlowe w zachodnim stylu zaczęły powstawać w Poznaniu już na początku lat 90. XX wieku. Rynek poznański uważany jest obecnie za bardzo konkurencyjny i wymagający.
Charakterystyczne cechy poznańskiego rynku handlowego (lata 2011–2014):
a) mniejsze sklepy spożywczo-monopolowe
- Podobnie, jak w całym kraju – również w Poznaniu systematycznie spada ilość małych sklepów spożywczych, a funkcjonujące obecnie placówki działają coraz częściej w ramach większych sieci handlowych. Odwrotna sytuacja ma miejsce w samym śródmieściu stolicy Wielkopolski. Tam powstaje coraz więcej sklepów spożywczo-monopolowych. Dzieje się tak głównie dzięki dynamicznej ekspansji sieci: Freshmarket, Małpka Express i Żabka.

b) główne ulice handlowe
- Większość markowych salonów odzieżowych i obuwniczych (które niegdyś funkcjonowały przy śródmiejskich ulicach) została w latach 2000–2010 zastąpiona przez banki i punkty kredytowe, sklepy spożywczo-monopolowe, lokale gastronomiczne oraz apteki.
- Obecnie handel zaczyna powoli wracać do śródmieścia – dzieje się tak dzięki budowie nowych domów towarowych oraz budynków mieszkalnych i biurowych z dużymi lokalami handlowymi na niższych kondygnacjach. Istotne wpływ ma również rozpoczęcie realizacji Zintegrowanego Programu Odnowy i Rozwoju Śródmieścia Poznania, który polega m.in. na uspokajaniu ruchu samochodowego i przywracaniu ulic dla pieszych, a także na budowie małej architektury i zieleńców. Procesy te wpływają pozytywnie na zmniejszanie się ilości placówek bankowych przy głównych ulicach.

c) stacje paliw
- Po 2003 r. zaczęła spadać ilość funkcjonujących stacji paliw. Likwidowane są głównie prywatne i niezrzeszone obiekty oraz stacje działające w centrum miasta, w pobliżu zabudowy mieszkaniowej.
- W ostatnich latach inwestycje w nowe stacje paliw znacząco wyhamowały.

d) salony samochodowe
- Autoryzowane salony sprzedaży samochodów (z których wiele powstało w latach 90.) są obecnie modernizowane lub przenoszone do nowych budynków.
- Dealerzy rezygnują z mniej atrakcyjnych lokalizacji (m.in. w centrum miasta) i wznoszą nowe salony w pobliżu tras wylotowych z Poznania. Obiekty te powstają często obok siebie tworząc swego rodzaju parki sprzedaży samochodów. Budowane są również tzw. multisalony, w których pod jednym dachem sprzedawanych jest kilka marek aut.
- Zmieniają się właściciele punktów dealerskich i nazwy salonów. Następują również zmiany marek sprzedawanych w istniejących już salonach samochodowych.

e) dyskonty i supermarkety
- W stolicy Wielkopolski działa najwięcej (po Warszawie) sklepów dyskontowych w Polsce. Zbliżona ilość placówek tego typu znajduje się jedynie we Wrocławiu.
- Zgodnie z nowym ogólnopolskim trendem – dyskonty i supermarkety na obszarze aglomeracji poznańskiej lokowane są coraz częściej w mniejszych miejscowościach oraz na wsi[3][4]. Nowoczesne sklepy powstały już w podpoznańskich wsiach: Biedrusko, Czerwonak, Dąbrowa, Dąbrówka, Dopiewo, Kamionki, Komorniki, Koziegłowy, Plewiska, Przeźmierowo, Rokietnica, Skórzewo, Suchy Las oraz Tarnowo Podgórne.
- Niektóre sieci handlowe rozwijają się dynamicznie w miejscowościach wokół Poznania, mimo że w samej stolicy Wielkopolski nie posiadają ani jednej placówki (np. Dino, Polomarket) lub ich obecność w mieście jest niewielka (np. Intermarché, Tesco Supermarket).
- Mniejsze supermarkety i dyskonty powstają obecnie nie tylko w pobliżu dużych osiedli mieszkaniowych oraz tras wylotowych – coraz częściej placówki tego typu otwierane są w śródmieściu (Stare Miasto, Jeżyce, Łazarz i Wilda), na parterach budynków mieszkalnych i biurowych oraz w galeriach handlowych.
- Część dyskontów i supermarketów zlokalizowanych w rejonie Poznania (m.in. Biedronka, Chata Polska, Lewiatan, Lidl, Netto, Piotr i Paweł, czy Społem PSS Poznań) jest obecnie przebudowywana w celu dostosowania ich wnętrz do nowych konceptów i standardów sieci.
- Niektóre sieci sklepów dyskontowych (np. Biedronka i Lidl) wprowadzają do sprzedaży produkty luksusowe, ekologiczne i markowe dostępne dotąd głównie w delikatesach i supermarketach.

f) hipermarkety, markety budowlane i elektromarkety
- Większość wielkopowierzchniowych sklepów (o powierzchni powyżej 3000 m²) zlokalizowana jest na peryferiach miasta, w pobliżu większych osiedli mieszkaniowych i tras wylotowych.
- Od kilku lat w rejonie Poznania nie powstają już wielkie hipermarkety spożywczo-przemysłowe – ostatni sklep tego typu otwarto w 2005 r. (był to Géant, obecnie Auchan w C.H. King Cross Marcelin). Silną konkurencją stały się dla nich mniejsze supermarkety i dyskonty.
- Rynek dużych marketów budowlanych jest stabilny i systematycznie się rozwija (otwarcia sklepów: 2003 r. – Leroy Merlin, 2007 r. – Brico Dépôt, 2008 r. – Bricoman i Praktiker, 2011 r. – Obi, 2012 r. – Castorama, 2013 r. – Leroy Merlin).
- Poznański rynek elektromarketów rozwija się, jednak w dość wolnym tempie (otwarcia sklepów: 2000 i 2001 r. – RTV Euro AGD, 2005 r. – Media Markt, 2008 r. – Saturn, 2009 r. – Media Expert, 2013 r. – Saturn). W galeriach handlowych pojawiają się znacznie mniejsze, specjalistyczne sklepy z elektroniką.

g) centra handlowe
- Najstarsze poznańskie galerie handlowe oraz centra wyposażenia wnętrz (powstałe w latach 90.) są modernizowane i przebudowywane w celu dostosowania ich oferty do obecnych wymagań klientów. Przeprowadzana jest również rekomercjalizacja – zmiana wizerunku centrów handlowych poprzez wymianę części najemców.
- Nastąpiło zmniejszenie ilości powstających galerii handlowych. Nowe obiekty budowane są po przeprowadzeniu dokładnych analiz rynku oraz konsultacji społecznych. Tworzone obecnie centra handlowe stanowią wielofunkcyjne kompleksy (łączą handel z usługami, gastronomią, rekreacją i rozrywką), a także mają bardziej interesującą architekturę.
- Inwestorzy budujący nowe galerie handlowe wstrzymują się z ich otwarciem do momentu uzyskania wysokiego poziomu wynajętej powierzchni. Czynią tak ze względu na fakt, iż w obecnej sytuacji rynkowej otwarcie obiektu z wieloma pustymi lokalami spisuje go od samego początku na poważną stratę wizerunkową i późniejszy brak klientów. Na poznańskim rynku, który jest mocno konkurencyjny, nie jest prosto wynająć całość powierzchni w nowej galerii handlowej. Dla przykładu – w dniu otwarcia C.H. Poznań City Center (25.10.2013) inwestor informował, że obiekt jest wynajęty w 86%. Na 235 lokali handlowo-usługowych znajdujących się w tym obiekcie, czynnych było jedynie 158 (67%).
- Na peryferiach miasta oraz w ościennych miejscowościach budowane są tzw. osiedlowe centra handlowe – kameralne obiekty składające się z mniejszego marketu lub dyskontu oraz towarzyszących mu kilkunastu punktów handlowo-usługowych.
- Niektóre galerie handlowe borykają się obecnie z małą liczbą klientów oraz z pustymi lokalami. Dzieje się tak głównie ze względu na nietrafioną lokalizację tych obiektów (np. wewnątrz osiedla) oraz nieprzemyślany projekt i zły dobór najemców (np. brak popularnych sklepów na piętrze). Przykładami częściowo pustych centrów są: Centrum 425 (ul. Głogowska), ETC Swarzędz, Galeria Green Point, Galeria Panorama, Galeria Pestka, Galeria Podolany, Galeria Sucholeska, Giant Meble (ul. Krzywoustego), Piotr i Paweł (ul. Druskienicka) oraz Top Shopping (Komorniki).

## Rozwój nowoczesnego handlu i usług w Poznaniu – KALENDARIUM
Początki nowoczesnego handlu w Polsce związane są mocno z trzema poznańskimi firmami – Elektromis, Market Pozperito oraz Piotr i Paweł. W latach 1990–1998 wprowadziły one na polski rynek nowe koncepty sklepów, znane dotąd tylko z zagranicy. Przedsiębiorstwa te stworzyły pierwsze w Polsce dyskonty (Raz Dwa, Biedronka), pierwsze supermarkety (Piotr i Paweł, Market Pozperito), pierwsze hipermarkety (Hipo Market, Jumbo), pierwsze hurtownie samoobsługowe (Eurocash Cash & Carry) oraz pierwsze sklepy spożywcze o charakterze convenience (Żabka).
W wyniku procesu transformacji gospodarczej w latach 1990–2001, a następnie serii przejęć i konsolidacji oraz zmiany strategii działania niektórych spółek handlowych – z ulic Poznania, Koziegłów, Lubonia i Swarzędza zniknęły szyldy takich dużych sklepów, jak: Albert (2007), Avans (2008), Berti Staropolskie (2007), Billa (2010), Brico Dépôt (2012), Bricomarché (2009), Géant (2007), HIT (2002), Hypernova (2006), Leader Price (2006), Mega Avans (2011), Milea Delikatesy (2014), miniMal (2006), Plus (2008), Sesam (2001), czy Szalony Max (2001).
Przykładem przemian, jakie zaszły na poznańskim rynku, jest Galeria Handlowa Panorama (dawniej Hala Górecka), która mieści się przy ul. Góreckiej. Początkowo funkcjonował tam Market Pozperito, który przekształcono w Hipo Market. Następnie otwarto w tym miejscu hipermarket Jumbo. W kolejnych latach sklep zmienił szyld na Albert, a następnie na Hypernova. Obecnie funkcjonuje tutaj hipermarket Carrefour.
| Rok         | Lokalizacja                                     | Opis wydarzenia |
| ----------- | ----------------------------------------------- | --- |
| 1990        | Poznań, ul. Głogowska                           | Eleonora Woś razem ze swoimi synami (Piotrem i Pawłem) otworzyła delikatesy pod szyldem Piotr i Paweł. Placówka ta, o powierzchni 60 m², była pierwszym w mieście sklepem spożywczym w zachodnim stylu. Do dziś przy ul. Głogowskiej funkcjonują kameralne delikatesy, które są najmniejszym sklepem tej sieci w Polsce. Pierwszy osiedlowy supermarket ruszył w 1991 r. – miał on powierzchnię 300 m². W 1995 r. firma kupiła Market TORG-MARKT przy ul. Gronowej, który od maja 1995 r. funkcjonował już pod szyldem "Piotr i Paweł". W 1998 r. powstało osiedlowe centrum handlowe przy ul. Promienistej z największym supermarketem sieci o powierzchni 2900 m². Na początku 2014 r. w rejonie Poznania działało 18 sklepów Piotr i Paweł. |
| 1990        | cały kraj                                       | Poznańska firma Elektromis otworzyła pierwsze hurtownie samoobsługowe pod szyldem Eurocash Cash & Carry. Jedną z nich była placówka zlokalizowana w Poznaniu przy ul. Wołczyńskiej. W 1995 r. sieć została sprzedana firmie Jerónimo Martins – wówczas funkcjonowało już 49 hurtowni. W roku 2002 z firmy JMD wydzielono spółkę Eurocash, która stała się oddzielnym przedsiębiorstwem. Na początku 2014 r. w rejonie Poznania działały 3 hurtownie Eurocash Cash & Carry. |
| 1991        | Poznań, ul. Karpia                              | W jednej z hal po zlikwidowanym Państwowym Gospodarstwie Ogrodniczym Naramowice otwarto Market Pozperito – pierwszy w mieście supermarket w zachodnim stylu. Kolejne poznańskie placówki powstały m.in. przy ul. Góreckiej, ul. Racjonalizatorów, ul. Słowiańskiej, na os. Winiary, os. Czecha oraz w C.H. Franowo. W sklepach tych można było płacić czekami oraz pakować zakupy w papierowe torby, co było wówczas dużą nowością. Klientom rozdawano książki telefoniczne. Kupujący mogli korzystać z tzw. próbnej kasy – komputera umożliwiającego podliczenie wartości zakupów przed podejściem do kasy. Pod koniec 1999 r. sieć liczyła już 17 obiektów. Z biegiem czasu okazało się, że spółka zamawiała towary i usługi za miliony złotych, nie płacąc za nie. W grudniu 2000 r. sąd ogłosił upadłość firmy. W tym czasie była ona również właścicielem dwóch innych sieci sklepów – Hipo Market (4 hipermarkety) i Raz Dwa (136 dyskontów). Do dziś w blaszanych pawilonach na poznańskich osiedlach działają sklepy pod szyldem Tad Market, których właścicielem jest jeden ze współtwórców sieci Market Pozperito. |
| 1991        | Poznań, Al. Solidarności                        | Poznański biznesmen Aleksander Gawronik uruchomił pierwszą w kraju autoryzowaną stację paliw Esso, funkcjonującą na bazie licencji amerykańskiego koncernu ExxonMobil. Był to obiekt całodobowy, posiadający wiele stanowisk do tankowania, sklep oraz myjnię – co wówczas stanowiło nowość dla klientów przyzwyczajonych do niskich standardów oferowanych przez stacje CPN. Polski oddział koncernu, firma Esso Polska, umieścił swoją siedzibę w stolicy Wielkopolski. W ciągu kilku lat przy najruchliwszych skrzyżowaniach Poznania powstało łącznie 5 stacji Esso (Al. Solidarności, ul. Naramowicka, ul. Jana Pawła II, ul. Królowej Jadwigi i ul. Chociszewskiego). Firmie nie udało się zawojować polskiego rynku. W 2005 r. sieć 39 stacji benzynowych została przejęta przez Grupę Lotos, co spowodowało zmianę szyldów. Na początku 2014 r. w rejonie Poznania działało 9 stacji paliw Lotos. |
| 1991        | Poznań, ul. Karpia                              | W hali powstałej na terenie zlikwidowanego P.G.O. Naramowice otwarto pierwszy w Polsce konceptowy sklep IKEA. Miał on powierzchnię 2500 m² i dysponował pełnym asortymentem. W 1994 r. sklep został przeniesiony w miejsce powstającego wówczas C.H. Franowo. Nowa placówka miała powierzchnię 6500 m². Cztery lata później nastąpiła kolejna zmiana lokalizacji sklepu. Pod koniec 1999 r. IKEA otworzyła w Poznaniu przy ul. Szwedzkiej największy w tym czasie dom meblowy tej sieci w Polsce. Miał on powierzchnię 14 600 m² i posiadał restaurację oraz plac zabaw dla dzieci. Poznański sklep został uznany w 2007 r. za najlepszą placówkę szwedzkiego koncernu na świecie pod względem wzrostu wielkości sprzedaży. W 2008 r. nastąpiła rozbudowa obiektu – obecnie dom meblowy na dwóch kondygnacjach zajmuje powierzchnię 29 500 m², dysponuje 24 kasami oraz 525 miejscami w restauracji. Przed sklepem znajduje się parking dla 800 samochodów. |
| 1992        | Poznań, ul. Franowo                             | Otwarto Wielkopolską Giełdę Rolno-Ogrodniczą (WGRO), która powstała przy pomocy finansowej rządu Szwajcarii. Był to pierwszy w Polsce profesjonalny kompleks hal dla handlu hurtowego owocami, warzywami, kwiatami i artykułami spożywczymi. W chwili otwarcia szacowano, że powierzchnię giełdy trzeba będzie zwiększyć dopiero po pięciu latach – okazało się to jednak koniecznością już po dwóch miesiącach funkcjonowania obiektu. Na przełomie 2010 i 2011 r. uruchomiono nowe hale targowe, dwuhektarową platformę komunikacyjną oraz przestronny plac handlowy. Obecnie na obszarze 12 ha znajduje się 10 nowoczesnych hal i wiata. Poznański rynek hurtowy jest miejscem zbytu dla ponad 1800 producentów oraz ok. 450 hurtowni. |
| 1992        | Poznań, ul. Gronowa                             | 19 lutego 1992 roku na ul. Gronowej 18 w przebudowanym i zaadoptowanym po byłym sklepie ZURiT pawilonie o godzinie 20:00 z wielką pompą odbyło się otwarcie supermarketu "TORG-MARKT". Market TORG, bo tak o nim mówili Poznaniacy, o powierzchni ponad 1000 m2. to pierwszy w Poznaniu supermarket spożywczo-przemysłowy z prawdziwego zdarzenia, wzorowany na wielkopowierzchniowych sklepach zachodnich. Pod tym szyldem sklep funkcjonował do maja 1995 r. kiedy został kupiony przez właścicieli marki "Piotr i Paweł". |
| 1993        | Poznań, ul. Święty Marcin / Al. Marcinkowskiego | Na pustym placu, powstałym w wyniku wyburzenia narożnikowego kwartału kamienic, kupcy z Wielkopolskiego Zrzeszenia Handlu i Usług uruchomili Pasaż MM. Obiekt przypominał wyglądem zadaszony chodnik zabudowany z obydwu stron punktami handlowymi. Na powierzchni 2 tys. m² mieściło się ok. 50 sklepów. Naturalne obniżenie terenu sprawiło, że od strony Al. Marcinkowskiego pasaż miał 2 kondygnacje. Ten prowizoryczny budynek, który miał istnieć jedynie przez 3 lata, działał aż do końca 2009 r. Na początku roku 2010 obiekt został wyburzony. W jego miejscu rozpoczęto realizację inwestycji pod nazwą Galeria MM. Nowy gmach został oddany do użytku w 2013 r. Jest to 8-kondygnacyjny dom towarowy (3 kondygnacje podziemne i 5 nadziemnych) oferujący 12 000 m² powierzchni handlowej dla ok. 60 najemców oraz 1200 m² biur. Obiekt posiada parking podziemny dla 280 pojazdów. |
| 1993        | Poznań, ul. Wilczak                             | Otwarto Giełdę Rolno-Spożywczą „Wilmarkt” – pierwszy w mieście profesjonalny kompleks hal targowych dla lokalnych kupców. Sprzedawano tam owoce i warzywa, art. spożywcze, art. przemysłowe oraz odzież i obuwie. Było to miejsce zatrudnienia dla ok. 300 osób. Giełdę zamknięto w 2006 r. Na terenie tym powstało osiedle mieszkaniowe. |
| 1993        | Poznań, ul. Górecka                             | Otwarto Halę Górecką – pierwsze w mieście polskie centrum handlowe, w którym na powierzchni 6 ha (z parkingiem) swoje stoiska miało ponad 80 firm. W 1997 r. obiekt rozbudowano i przekształcono w C.H. Panorama. Przy kompleksie powstał market budowlany. Obecnie funkcjonuje tutaj ok. 150 sklepów na powierzchni 24 100 m². Wokół obiektu znajduje się 1000 miejsc parkingowych. |
| 1993        | Poznań, ul. Głogowska                           | Otwarto Wielkopolską Giełdę Odzieżową (WGO) – polskie centrum handlu hurtowego odzieżą, bielizną, konfekcją, obuwiem i galanterią skórzaną. Obecnie giełdę tworzą 2 hale o łącznej powierzchni 7000 m². Znajduje się w nich blisko 400 stoisk producentów, importerów i handlowców. Klienci mają do dyspozycji parking dla 700 samochodów. |
| 1994        | Swarzędz                                        | Otwarto Centrum Handlowe ETC – pierwszy podmiejski park handlowy. Początkowo kompleks składał się z dwóch hal połączonych ze sobą zadaszonym pasażem. Obecne centrum handlowe to ok. 140 sklepów zlokalizowanych na powierzchni 21 400 m² (3 hale: galeria z supermarketem, galeria mody, dwupoziomowa galeria mebli). Przed pawilonami znajduje się 750 miejsc parkingowych. W 2003 r. na sąsiedniej działce otwarto market budowlany. |
| 1994        | Poznań, ul. 27 Grudnia                          | Otwarto pierwszą w mieście restaurację McDonald’s (jako dziesiątą placówkę tej sieci uruchomioną w Polsce). Zlokalizowano ją na parterze nieistniejącego już D.H. Domar. Do 1997 r. w Poznaniu i Swarzędzu powstało 6 kolejnych restauracji tej sieci. Lokal przy ul. 27 Grudnia przeszedł gruntowny remont i funkcjonuje do dziś. Jego szklana fasada odzwierciedla (w formie łuku) kształt znajdującego się po przeciwnej stronie słynnego Okrąglaka. Na początku 2014 r. w rejonie Poznania działało 18 restauracji McDonald’s (11 obiektów wolnostojących, 4 lokale w galeriach handlowych i 3 placówki przy śródmiejskich ulicach). |
| 1995        | Poznań, ul. Newtona                             | Poznańska firma Elektromis otworzyła pierwszy w kraju sklep dyskontowy pod szyldem Biedronka. W styczniu 1998 r. sieć 234 dyskontów została sprzedana firmie Jerónimo Martins. W związku z masowymi kontrolami sklepów przeprowadzonymi w 2004 r., rozpoczęto proces gruntownej modernizacji istniejących już placówek. Na początku 2014 r. w rejonie Poznania działało 75 sklepów Biedronka. |
| 1995        | Poznań, ul. 28 Czerwca 1956 r. / Hetmańska      | Otwarto pierwszą w Poznaniu stację paliw niemieckiego koncernu Aral. Obiekt dysponował 14 stanowiskami do tankowania, posiadał sklep i myjnię. Obok powstała trzecia w mieście restauracja McDonald’s (McDrive). Był to pierwszy zagraniczny konkurent dla działającej wówczas w Poznaniu sieci stacji Esso. Niemiecka firma ulokowała w stolicy Wielkopolski swój polski oddział – spółkę Aral Polska. W ciągu kilku lat uruchomiono kolejne placówki w mieście, m.in. przy ul. Dąbrowskiego, ul. Głogowskiej, ul. Grunwaldzkiej, ul. Kurlandzkiej, ul. Przybyszewskiego i ul. Szwajcarskiej oraz w Swarzędzu przy ul. Poznańskiej. W roku 2001 sieć 105 stacji paliw Aral została przejęta przez brytyjski koncern BP. Na początku 2014 r. w rejonie Poznania działało 18 stacji benzynowych BP. |
| 1995        | Poznań, ul. Szwedzka                            | W wyniku rozbudowy hali sklepu IKEA o 6700 m² powstało Centrum Handlowe Franowo. W blaszanym pawilonie swoje sklepy otworzyło pięć firm – m.in. RTV Euro AGD, Market Pozperito (później Jumbo), Office Depot i Topwert Świat Dywanów. Było to jedno z dwóch pierwszych w kraju centrów handlowych wzniesionych przez szwedzki koncern. Obecnie obiekt ten, o powierzchni 13 200 m², wchodzi w skład Parku Handlowego Franowo. Głównym najemcą hali jest hipermarket Carrefour, któremu towarzyszy 20 mniejszych punktów handlowo-usługowych. |
| 1995 – 2000 | Poznań                                          | Otwarto kolejne w mieście nowoczesne stacje paliw, z których większość należała do zagranicznych koncernów: Agip (Al. Solidarności), BP (m.in. ul. Głogowska, ul. Krzywoustego / Rondo Rataje, ul. Lechicka / Rondo Obornickie), Dea (ul. Lechicka / Rondo Obornickie), Dex (ul. 28 Czerwca 1956 r. / Dolna Wilda, ul. Obornicka), Jet (ul. Zamenhofa, ul. Warszawska), Preem (ul. Czechosłowacka), Shell (m.in. ul. Bułgarska, ul. Wojciechowskiego) i Statoil (ul. Chartowo, ul. Piłsudskiego, ul. Wojciechowskiego). |
| 1996        | Poznań, Al. Solidarności                        | Otwarto TTW Dom i Ogród – pierwszy w mieście duży market budowlany. Sklep miał powierzchnię 7200 m². W 2002 r. placówka została zlikwidowana ze względu na upadłość firmy. W pustej hali powstał hipermarket sieci Kaufland, który funkcjonuje do dziś. |
| 1996        | Poznań, ul. Szwedzka                            | W hali C.H. Franowo, w miejscu zlikwidowanego Marketu Pozperito, firma Jerónimo Martins otworzyła pierwszy w Polsce hipermarket pod szyldem Jumbo. Kolejne poznańskie sklepy tej sieci powstały przy Rondzie Obornickim (w miejscu po zamkniętym supermarkecie Tomi Market) oraz w C.H. Panorama. W 2002 r. sieć 5 hipermarketów została sprzedana koncernowi Royal Ahold. Sklepy zmieniły nazwę na Hypernova. W 2007 r. firma Ahold podjęła decyzję o wycofaniu się z Polski. Wszystkie placówki, w tym 15 hipermarketów, sprzedano koncernowi Carrefour. Na początku 2014 r. w rejonie Poznania działały 3 hipermarkety Carrefour i 4 supermarkety Carrefour Market. |
| 1996        | Poznań, Al. Solidarności                        | Otwarto halę Makro Cash & Carry – pierwsze w mieście profesjonalne centrum zaopatrzenia hurtowego dla lokalnych przedsiębiorców (jako siódmą placówkę tej sieci otwartą w Polsce). Jego budowie towarzyszyły protesty lokalnych kupców, którzy obawiali się upadku małych sklepów ze względu na otwarcie tak dużej hurtowni. W 2006 r. obiekt został przebudowany i powiększony, a w roku 2008 uruchomiono przed nim tzw. przymarketową stację paliw. Obecnie sklep ten ma powierzchnię 18 700 m². |
| 1997        | Poznań, ul. Zamenhofa                           | Otwarto pierwszą w Polsce halę centrum zaopatrzenia hurtowego Selgros Cash & Carry. Obok niej oddano do użytku dwupoziomową galerię handlową Pasaż Rondo o powierzchni 9000 m², w której zamontowano pierwsze w mieście schody ruchome. Po przebudowie zrealizowanej w 2011 r. sklep Selgros zajmuje obecnie 11 400 m² powierzchni. W roku 2012 zmodernizowano również wnętrze pasażu handlowego. |
| 1997        | Poznań, ul. Zamenhofa                           | Otwarto pierwszą w mieście restaurację KFC (jako drugą placówkę tej sieci uruchomioną w Polsce). Powstała ona przy stacji paliw Jet (obecnie Łukoil), zlokalizowanej przed halą Selgros Cash & Carry. Jest to lokal typu Drive Thru funkcjonujący do dziś. Na początku 2014 r. w rejonie Poznania działało 9 restauracji KFC (5 w galeriach handlowych i 4 przy stacjach paliw). |
| 1997        | Poznań                                          | Z inicjatywy poznańskiej firmy dystrybucyjnej Mar-Ol oraz 17 wielkopolskich detalistów zawiązano zrzeszenie niezależnych partnerów. Grupa otworzyła pierwsze sklepy spożywcze pod wspólnym szyldem Chata Polska. Pod koniec pierwszego roku działalności w sieci funkcjonowało już 30 placówek. Na początku 2014 r. w rejonie Poznania działało 60 sklepów Chata Polska. |
| 1998        | Poznań, ul. Strzelecka                          | Otwarto Dom Handlowy „Victoria Center” – pierwszy w mieście śródmiejski dom towarowy, którego inwestorem była spółka poznańskich kupców. Na dwóch kondygnacjach mieściło się 80 lokali handlowych. Budynek posiadał podziemny parking, klimatyzację i ruchome schody. Matką chrzestną centrum została Krystyna Janda. Nietrafiona lokalizacja sprawiła, że galeria handlowa świeciła pustkami. Stopniowo zaczęli się z niej wycofywać kupcy, a ich miejsce zajmowały biura. Obecnie budynek należy do irlandzkiej firmy Monti. W latach 2011–2012 gmach został przebudowany na nowoczesny biurowiec Victoria Business Center o powierzchni najmu 4800 m². |
| 1998        | Poznań, ul. Murawa                              | Otwarto pierwszy w mieście hipermarket budowlany Castorama jako drugą placówkę tej sieci otwartą w Polsce. Obecnie sklep zajmuje powierzchnię 13 100 m². Na początku 2014 r. w rejonie Poznania działały 3 markety budowlane Castorama. |
| 1998        | Poznań, ul. Królowej Jadwigi                    | Grupa ITI razem z UCI otworzyły pierwsze w Polsce nowoczesne kino wielosalowe pod szyldem Multikino. Wydarzenie to było relacjonowane na żywo w telewizji. Obiekt funkcjonuje do dziś – posiada 8 sal projekcyjnych, dysponujących łącznie 2300 miejsc siedzących. Klienci mogą dodatkowo skorzystać z baru, kawiarni i pizzerii oraz strzeżonego parkingu. Na początku 2014 r. w rejonie Poznania działały 3 Multikina (Malta, Multikino 51 i Stary Browar) |
| 1998        | Poznań, ul. Piątkowska                          | Otwarto Centrum Rekreacji Niku, w którym uruchomiono pierwszą w Polsce, w pełni zautomatyzowaną, 18-torową kręgielnię Niku Bowling. W kompleksie tym, na powierzchni 600 m², powstało również pierwsze w mieście profesjonalne centrum fitness Niku Fitness. Jego wyposażenie kosztowało wówczas niebagatelną kwotę 250 tys. USD. Obiekt funkcjonuje do dziś. W budynku znajduje się także restauracja. |
| 1998        | Poznań i Swarzędz                               | Poznańska firma Elektromis otworzyła pierwsze 7 eksperymentalnych sklepów o charakterze convenience pod szyldem Żabka. W ciągu dwóch lat (1999–2000) powstało około 400 nowych placówek. Pod koniec 2000 r. przedsiębiorstwo zmieniło nazwę na Żabka Polska. W 2009 r. firma rozpoczęła tworzenie kolejnej sieci sklepów – działającej pod szyldem Freshmarket. Na początku 2014 r. w rejonie Poznania działały 193 sklepy Żabka i 41 sklepów Freshmarket. |
| 1998        | Poznań, ul. Szwajcarska                         | Otwarto M1 Poznań – największe centrum handlowe w Poznaniu i jeden z większych obiektów tego typu w Polsce. Był to drugi kompleks handlowy koncernu Metro, który powstał w Polsce. Budynek o powierzchni 42 000 m² wzniesiono na 22-hektarowej działce. Otwarto w nim pierwsze w mieście sklepy Media Markt, Praktiker i Real oraz pierwszą restaurację Pizza Hut. Przed galerią handlową znajduje się parking na blisko 3400 miejsc. Centrum handlowe funkcjonuje do dziś. Na początku 2014 r. w rejonie Poznania działały 2 elektromarkety Media Markt, 2 markety budowlane Praktiker, 2 hipermarkety Real oraz 5 restauracji Pizza Hut (4 w galeriach handlowych i 1 na osiedlu). |
| 1999        | Swarzędz                                        | W C.H. ETC otwarto pierwszy w rejonie Poznania supermarket pod szyldem Intermarché. Rok później w tej samej hali uruchomiono również market budowlany Bricomarché. Na przełomie 2009 i 2010 r. powierzchnia supermarketu spożywczo-przemysłowego została powiększona z 1300 do 2500 m² (zaadaptowano pomieszczenia po zlikwidowanym sklepie Bricomarché). Na początku 2014 r. w Poznaniu i powiecie poznańskim działały 4 markety Intermarché. |
| 1999        | Poznań, ul. Opieńskiego                         | Otwarto pierwszy w mieście hipermarket HIT o powierzchni 7500 m². Przed budynkiem zlokalizowano parking na 870 miejsc. Tego samego roku przy ulicy Mrągowskiej pojawił się drugi poznański sklep należący do Grupy Dohle – o powierzchni 6300 m² i z 670 miejscami parkingowymi. W połowie 2002 r. sieć 16 hipermarketów HIT została kupiona przez koncern Tesco. W roku 2010 odświeżono i przebudowano poznańskie sklepy w celu dostosowania ich wnętrz do standardów brytyjskiej sieci. |
| 2000        | Swadzim                                         | Otwarto pierwszy w rejonie Poznania hipermarket Auchan jako szóstą placówkę tej sieci otwartą w Polsce. Krótko później przed obiektem uruchomiono pierwszą w województwie tzw. przymarketową stację paliw. Sklep ma powierzchnię 12 500 m² i przylega do niego galeria handlowa o powierzchni ponad 6000 m². Budynek otoczony jest parkingiem na 3500 miejsc. W 2001 r. powstał drugi poznański obiekt – w Komornikach (sklep – 12 000 m², galeria – 5800 m², parking – 2500 miejsc). |
| 2000        | Swadzim                                         | Przy C.H. Auchan otwarto pierwszy w rejonie Poznania hipermarket budowlany Leroy Merlin o powierzchni całkowitej 16 000 m². Na początku 2014 r. w rejonie Poznania działały 4 markety budowlane Leroy Merlin. |
| 2000        | Poznań, ul. Serbska                             | W miejscu po wyburzonych halach fabryki łańcuchów Kaz-Romet otwarto pierwszy w mieście hipermarket Tesco jako szóstą placówkę koncernu, która powstała w Polsce. Sklep ma powierzchnię 12 300 m² i przylega do niego galeria handlowa o powierzchni 3200 m². Przed budynkiem zlokalizowano parking na 1500 miejsc. W 2011 r. sklep został przebudowany w celu dostosowania go do nowego konceptu Tesco Extra. Punkty usługowe, które były do tej pory ulokowane w pasażu przy hipermarkecie – optyk, apteka, usługi fotograficzne i telefonii komórkowej – znalazły się teraz w środku hali. Na początku 2014 r. w rejonie Poznania działały 3 hipermarkety Tesco i 8 marketów Tesco Supermarket. |

## Sklepy spożywcze, targowiska i giełdy
Z badań ankietowych przeprowadzonych w 2004 r. wynika, że w Poznaniu działało wówczas ok. 1480 sklepów spożywczych o powierzchni od 11 do 200 m². Liczba placówek tego typu zmniejsza się każdego roku. Trend ten jest związany z faktem, iż obecnie w Polsce nadal funkcjonuje najwięcej małych sklepów spożywczych w Europie. Coraz więcej drobnych przedsiębiorców zrzesza się i zaczyna działać w ramach większych sieci handlowych. W stolicy Wielkopolski funkcjonują już liczne sklepy spożywcze pod szyldami: Abc, Carrefour Express, Chata Polska, Delikatesy 34, Freshmarket, Jeżyk, Koniczynka, Krecik, Lewiatan, Małpka Express, Odido, Primo, Rabat, Si Market, Sklep dla Ciebie, Sklep Polski, czy Żabka. Listę tę uzupełniają placówki należące do lokalnych spółdzielni – HSI Równość i Społem PSS Poznań. W powiecie poznańskim znaleźć można dodatkowo sklepy zrzeszone w sieciach Delikatesy Centrum i Społem PSS Puszczykowo.
Poznańska firma Targowiska Sp. z o.o. zarządza 9 placami targowymi zlokalizowanymi w stolicy Wielkopolski. Według danych z 2010 r. – zajmowały one łącznie 37 700 m² powierzchni, na której znajdowało się blisko 2070 stanowisk handlowych. Wśród lokalizacji są m.in. popularne śródmiejskie targowiska: Rynek Jeżycki, Plac Bernardyński, Rynek Wildecki, Plac Wielkopolski i Rynek Łazarski. Dodatkowo przedsiębiorstwo to pobiera opłaty z 16 mniejszych placów targowych, z których większość znajduje się na dużych osiedlach i przy cmentarzach. Na poznańskiej Wildzie, przy ul. Droga Dębińska, funkcjonuje giełda kwiatowa zarządzana przez K.S. Warta. Targi staroci odbywają się na terenie Starej Rzeźni przy ul. Garbary, a na Placu Bernardyńskim w każdą sobotę działa Zielony Bazar – rynek produktów ekologicznych.
Na poznańskim Franowie działa Wielkopolska Gildia Rolno-Ogrodnicza. Jest to nowoczesny rynek hurtowej sprzedaży warzyw, owoców, kwiatów i artykułów spożywczych. Kompleks składa się z 11 hal i wiaty. Swoje produkty sprzedaje w tym miejscu ponad 1800 producentów oraz ok. 450 hurtowni.
Przy ulicy Głogowskiej w Poznaniu funkcjonuje Wielkopolska Giełda Odzieżowa. Jest to centrum handlu hurtowego odzieżą, obuwiem, bielizną, konfekcją i galanterią. Kompleks składa się z 2 hal o łącznej powierzchni 7000 m², a także parkingu dla ponad 700 samochodów. Na giełdzie znajduje się blisko 400 stoisk handlowych.
Na terenie Toru Samochodowego Poznań w Przeźmierowie działa giełda i kiermasz części samochodowych. Zarządcą obiektu jest Automobilklub Wielkopolski. Na giełdzie handluje regularnie około 3,5 tys. osób, z czego około 1 tys. stanowią sprzedawcy samochodów.

## Główne ulice handlowe
Półwiejska to najbardziej znana ulica handlowa w Poznaniu (wskazywana przez 76% poznaniaków). Jest to 600-metrowy deptak w centrum miasta, na którym kumuluje się ruch pieszy biegnący przede wszystkim z dwóch kierunków: od północy (ze Starego Rynku, C.H. Kupiec Poznański i C.H. Galeria MM) oraz od południa (z C.H. Stary Browar i targowiska "Bema" przy ul. Dolna Wilda). Czynsze za wynajem lokali przy ul. Półwiejskiej uznawane są za jedne z najwyższych w kraju (5-6. miejsce). Trakt ten, chociaż prestiżowy i bardzo ruchliwy, nie stanowi obecnie wizytówki miasta. Znajduje się tu wiele zaniedbanych kamienic. Na obydwu końcach ulicy zobaczyć można puste działki czekające od lat na zabudowę (m.in. projekty: Półwiejska 2w realizacji, Półwiejska 47w realizacji, DB Corner, K9, Ogrodowa 19, szpital przy ul. Szkolnej, pl. Wiosny Ludów).
Z badań przeprowadzonych w październiku 2013 r. wynika, że głównymi ulicami handlowymi miasta są: pl. Wolności, ul. Paderewskiego, Stary Rynek, ul. Wrocławska i ul. Półwiejska. W lokalizacjach tych dominowali najemcy z branży gastronomicznej (29%), modowej (13%), biżuterii i akcesoriów (8%), obuwniczej (8%) oraz finansowej (8%). Wskaźnik wolnych lokali wynosił 9%.
Jeszcze w latach 90. XX wieku handel kwitnął przy ul. Święty Marcin. Działały tam liczne sklepy sieciowe, które obecnie funkcjonują przede wszystkim w centrach handlowych – m.in.: Big Star, Carry, Deni Cler, Drogeria Natura, Jackpot & Cottonfield, Lee Wrangler, Max Mara, New Yorker, Orsay, Ravel, RTV Euro AGD, Tatuum, Troll, Wittchen, czy Vobis. Z biegiem czasu przy Świętym Marcinie zaczęło się pojawiać coraz więcej pustostanów. Salony odzieżowe i obuwnicze (przeniesione do galerii handlowych) zostały zastąpione przez banki i punkty kredytowe, lokale gastronomiczne, sklepy spożywczo-monopolowe oraz apteki. Otwarto również duży sklep z odzieżą używaną.
W zabytkowych kamienicach przy ul. Paderewskiego (prowadzącej z pl. Wolności do Starego Rynku) mieszczą się luksusowe butiki – m.in. Burberry, Ermenegildo Zegna, Escada i Pinko. Poznańskie C.H. Stary Browar upodobali sobie znani projektanci mody. Otwierane są tam tzw. pop'up store, czyli butiki tymczasowe testujące chłonność lokalnego rynku na produkty luksusowe.
Salony mody ślubnej skupione są przy ul. Głogowskiej – na jej śródmiejskim odcinku, w pobliżu Międzynarodowych Targów Poznańskich.
Stary Rynek i odchodzące od niego uliczki (m.in. ul. Szkolna, Wrocławska, Wodna, Woźna, Wielka, Żydowska, Wroniecka) to centrum rozrywkowe miasta. Znajdują się tam liczne restauracje, kawiarnie, bistra, puby i dyskoteki.
Obecnie w każdej dzielnicy Poznania wykształciły się główne ciągi handlowe, przy których działają najczęściej: sklepy spożywczo-monopolowe, bistra i kawiarnie, banki i punkty kredytowe, apteki, piekarnie-cukiernie, sklepy mięsno-wędliniarskie oraz kioski z prasą. Można tam spotkać również: drogerie, zakłady fryzjerskie, solaria, salony telefonii komórkowej, salony optyczne oraz małe sklepiki z odzieżą, obuwiem i art. przemysłowymi. Centralnym punktem niektórych dzielnic jest również targowisko, na którym handluje się żywnością i art. przemysłowymi.

## Dyskonty
W marcu 2014 r. mieszkańcy Poznania i powiatu poznańskiego mogli robić zakupy w 115 sklepach dyskontowych.
| Nazwa sklepu | Poznań | Powiat poznański | RAZEM | Informacje dodatkowe |
| ------------ | ------ | ---------------- | ----- | -------------------- |
| Biedronka    | 48     | 26               | 74    | brak                 |
| Netto        | 10     | 8                | 18    | brak                 |
| Lidl         | 13     | 3                | 16    | brak                 |
| Aldi         | 4      | 1                | 5     | brak                 |
| Ledi         | 0      | 2                | 2     | brak                 |
| RAZEM        | 75     | 40               | 115   | brak                 |

Dyskonty otwierane są tutaj zarówno w wolnostojących pawilonach, jak i w mniejszych galeriach handlowych (Galeria Dąbrówka, Galeria MM, Kupiec Poznański), czy na parterach kamienic i bloków mieszkalnych. W Poznaniu sklepy dyskontowe uruchomiono m.in. w pomieszczeniach dawnego kina, w zabytkowym budynku piekarni, w sali widowiskowej, czy w zabytkowym gmachu hali sportowej.

## Markety spożywczo-przemysłowe
Rynek supermarketów spożywczo-przemysłowych w polskich miastach jest mocno rozdrobniony i zróżnicowany. W większych ośrodkach miejskich funkcjonuje wiele sklepów należących do różnych sieci handlowych – zarówno lokalnych, jak i ogólnopolskich. Część firm nie publikuje adresów swoich placówek oraz informacji o ich wielkości, co utrudnia zbadanie, które ze sklepów mają charakter marketów (obiekty o powierzchni od 300 do 3000 m²).
Najwięcej supermarketów spożywczo-przemysłowych w Poznaniu posiadają sieci Chata Polska, Piotr i Paweł, Stokrotka oraz Społem PSS Poznań. Sklepy te są bardziej kameralne i mają charakter zbliżony do delikatesów.
| Nazwa sklepu           | Poznań | Powiat poznański | RAZEM | Informacje dodatkowe |
| ---------------------- | ------ | ---------------- | ----- | --- |
| Chata Polska           | 16     | 4                | 20    | tylko większe sklepy; w styczniu 2012 r. sieć przejęła market "Złoty Grosz" w Poznaniu                                                                    |
| Piotr i Paweł          | 12     | 5                | 17    | bez małych delikatesów w Poznaniu przy ul. Głogowskiej |
| Stokrotka              | 8      | 3                | 11    | brak |
| Społem PSS Poznań      | 10     | 0                | 10    | tylko większe sklepy; każdy z supermarketów ma własną nazwę – "Beta", "Iwa", "Jagienka", "Jowisz", "Kasia" "Kącik", "Newa", "Roma", "Sezam" i "Słowianin" |
| Tesco Supermarket      | 1      | 7                | 8     | brak |
| Dino                   | 0      | 7                | 7     | brak |
| Polomarket             | 0      | 7                | 7     | brak |
| Lewiatan               | 3      | 2                | 5     | tylko większe sklepy |
| Carrefour Market       | 2      | 2                | 4     | brak |
| Intermarché            | 1      | 3                | 4     | brak |
| Społem PSS Puszczykowo | 0      | 3                | 3     | tylko większe sklepy – markety w Luboniu, Puszczykowie i Wirach                                                                                           |
| Tad Market             | 3      | 0                | 3     | brak |
| Alma                   | 2      | 0                | 2     | brak |
| Arturo                 | 0      | 2                | 2     | brak |
| Eko                    | 1      | 1                | 2     | brak |
| Delikatesy 34          | 0      | 1                | 1     | tylko większe sklepy – market w Rokietnicy |
| E.Leclerc              | 1      | 0                | 1     | brak |
| Elissa                 | 1      | 0                | 1     | brak |
| Spar Market            | 0      | 1                | 1     | brak |
| RAZEM                  | 61     | 48               | 109   | brak |

## Hipermarkety spożywczo-przemysłowe
W styczniu 2014 r. mieszkańcy Poznania i powiatu poznańskiego mogli robić zakupy w 11 hipermarketach spożywczo-przemysłowych o powierzchni co najmniej 3000 m².
| Nazwa sklepu | Poznań | Powiat poznański | RAZEM | Informacje dodatkowe                                        |
| ------------ | ------ | ---------------- | ----- | ----------------------------------------------------------- |
| Carrefour    | 3      | 0                | 3     | brak                                                        |
| Tesco        | 3      | 0                | 3     | sklep przy ul. Serbskiej funkcjonuje w formacie Tesco Extra |
| Auchan       | 1      | 2                | 3     | brak                                                        |
| Kaufland     | 1      | 0                | 1     | brak                                                        |
| RAZEM        | 10     | 1                | 11    | brak                                                        |

Ostatni nowy hipermarket spożywczo-przemysłowy w Poznaniu otwarto w 2005 r. Był to sklep Géant (obecnie Auchan) w C.H. King Cross Marcelin. Od kilku lat, ze względu na ograniczoną podaż powierzchni w nowo powstających centrach handlowych oraz mniejsze zainteresowanie klientów wielkimi sklepami, głównymi najemcami branży spożywczej są tutaj przede wszystkim supermarkety i dyskonty o powierzchni do 2-3 tys. m².

## Markety budowlane
W styczniu 2014 r. mieszkańcy Poznania i powiatu poznańskiego mogli robić zakupy w 12 dużych marketach budowlanych o powierzchni co najmniej 3000 m².
| Nazwa sklepu     | Poznań | Powiat poznański | RAZEM | Informacje dodatkowe |
| ---------------- | ------ | ---------------- | ----- | -------------------- |
| Leroy Merlin     | 1      | 3                | 4     | brak                 |
| Castorama        | 2      | 1                | 3     | brak                 |
| Praktiker        | 2      | 0                | 2     | brak                 |
| Bricoman         | 1      | 0                | 1     | brak                 |
| Obi              | 1      | 0                | 1     | brak                 |
| PSB Budom Market | 1      | 0                | 1     | brak                 |
| RAZEM            | 8      | 4                | 12    | brak                 |

## Elektromarkety
W marcu 2014 r. mieszkańcy Poznania i powiatu poznańskiego mogli robić zakupy w 13 elektromarketach.
| Nazwa sklepu | Poznań | Powiat poznański | RAZEM | Informacje dodatkowe                                                                            |
| ------------ | ------ | ---------------- | ----- | ----------------------------------------------------------------------------------------------- |
| RTV Euro AGD | 7      | 2                | 7     | bez sklepu w C.H. Galeria Pestka, gdyż jest to jedynie niewielki punkt wydania towaru           |
| Media Markt  | 2      | 0                | 2     | brak                                                                                            |
| Saturn       | 2      | 0                | 2     | brak                                                                                            |
| Media Expert | 1      | 0                | 1     | bez sklepu w Miasto Wnętrz Black Red White, gdyż jest to jedynie niewielki punkt wydania towaru |
| Model 1      | 1      | 0                | 1     | brak                                                                                            |
| RAZEM        | 11     | 2                | 13    | brak                                                                                            |

## Wolnostojące sklepy wielkopowierzchniowe (innych branż)
W Poznaniu i powiecie poznańskim działa również 12 wolnostojących sklepów wielkopowierzchniowych, z których każdy liczył co najmniej 3000 m² powierzchni (I 2014):*
1. Agata Meble w Poznaniu – 17 000 m²[94]
2. Centrum Meblowe Domar w Poznaniu – 6000 m²[95]
3. Centrum Ogrodnicze Jucca w Tarnowie Podgórnym – 3000 m² pow. pod dachem (całość – 17 000 m²)[96][97]
4. Centrum Ogrodnicze PrimaFlora w Owińskach – 6500 m² pow. pod dachem (całość – 12 000 m²)[97][98]
5. Decathlon w Poznaniu (ul. Sycowska) – 2500 m²[99]
6. Decathlon w Poznaniu (ul. Szwedzka) – 4750 m² pow. zabudowy[100]
7. Decathlon w Swadzimiu – 4500 m² pow. zabudowy[101]
8. IKEA w Poznaniu – 29 500 m²[102]
9. Makro Cash & Carry w Poznaniu – 18 700 m²[103]
10. Miasto Wnętrz Black Red White w Poznaniu – 15 000 m²[104]
11. Nico w Swadzimiu – 3500 m² (pow. zabudowy – 4500 m²)[105]
12. Selgros Cash & Carry w Poznaniu – 11 400 m²[106]

## Centra handlowe
W lutym 2014 r., w rejonie Poznania funkcjonowało 14 większych galerii handlowych o łącznej powierzchni najmu ponad 461 tys. m². Działało w nich razem ok. 1,7 tys. punktów handlowo-usługowych i gastronomicznych (nie wliczając stoisk handlowych rozstawionych w głównych alejkach). W niektórych centrach handlowych – np. Poznań City Center, Galeria Pestka, Galeria Panorama, czy ETC Swarzędz – część lokali handlowych jest pusta.
| Lp. | Nazwa                    | Lokalizacja | Data otwarcia  | POWIERZCHNIA | NAJEMCY | GASTRONOMIA | ART. SPOŻYWCZE   | ELEKTRONIKA  | KINO / KRĘGIELNIA  | FITNESS       | MARKET BUDOWLANY | PARKING |
| 1.  | C.H. Posnania            | Poznań      | 2016 r.        | 100 000 m²   | 260     | 40          | Carrefour        | RTV Euro AGD | Helios, Gravitacja | Fabryka Formy | Leroy Merlin     | 3300    |
| 2.  | C.H. Avenida Poznań      | Poznań      | 2013 r.        | 58 000 m²    | 235     | 34          | Lidl             | Media Markt  |                    | Calypso       | –                | 1500    |
| 3.  | C.H. Stary Browar        | Poznań      | 2003 i 2007 r. | 57 000 m²    | 215     | 28          | Carrefour Market | RTV Euro AGD | Multikino          | Calypso       | –                | 1000    |
| 4.  | C.H. King Cross Marcelin | Poznań      | 2005 r.        | 47 500 m²    | 120     | 12          | Auchan           | Media Markt  | –                  | –             | –                | 2000    |
| 5.  | C.H. Galeria Pestka      | Poznań      | 2008 r.        | 42 000 m²    | 70      | 4           | Carrefour        | Media Markt  | –                  | CityFit       | Bricomarché      | 1000    |
| 6.  | C.H. M1 Poznań           | Poznań      | 1998 r.        | 42 000 m²    | 75      | 6           | Auchan           | Media Markt  | –                  | –             | –                | 3400    |
| 7.  | C.H. Poznań Plaza        | Poznań      | 2005 r.        | 40 000 m²    | 130     | 12          | Spar             | RTV Euro AGD | Cinema City, IMAX  | –             | –                | 1050    |
| 8.  | C.H. Galeria Panorama    | Poznań      | 1997 r.        | 24 000 m²    | 150     | 5           | Carrefour        | Media Expert | -                  | –             | Castorama        | 1000    |
| 9.  | C.H. ETC Swarzędz        | Swarzędz    | 1994 r.        | 21 500 m²    | 140     | 4           | Intermarché      | RTV Euro AGD | –                  | –             | –                | 750     |
| 10. | C.H. Auchan Swadzim      | Swadzim     | 2000 r.        | 18 500 m²    | 55      | 4           | Auchan           | RTV Euro AGD | –                  | –             | Leroy Merlin     | 3500    |
| 11. | C.H. Auchan Komorniki    | Komorniki   | 2001 r.        | 17 800 m²    | 50      | 4           | Auchan           | RTV Euro AGD | –                  | –             | Leroy Merlin     | 2500    |
| 12. | C.H. Factory Poznań      | Luboń       | 2007 i 2008 r. | 15 000 m²    | 120     | 6           | –                | –            | –                  | –             | –                | 1200    |
| 13. | C.H. Galeria MM          | Poznań      | 2013 r.        | 13 750 m²    | 60      | 13          | Lidl             | –            | MK Bowling         | Fitness Point | –                | 300     |
| 14. | C.H. Kupiec Poznański    | Poznań      | 2001 r.        | 10 000 m²    | 70      | 4           | Biedronka        | X-kom        | –                  | –             | –                | 150     |
|     |                          |             | RAZEM:         | 461 050 m²   | 1 680   |             |                  |              |                    |               |                  |         |

Park Handlowy Franowo zlokalizowany w Poznaniu składa się z 6 wolnostojących pawilonów (IKEA, pasaż handlowy, OBI, Decathlon i McDonald’s). Cały kompleks oferuje łącznie 80 000 m² powierzchni handlowej (ok. 35 najemców) oraz 3000 miejsc parkingowych.

## Poznańskie firmy handlowe
Swoje siedziby w Poznaniu i powiecie poznańskim umieściło wiele znanych firm handlowych (sieci handlowe, sklepy internetowe, oficjalny importer samochodów):
| Lp. | Nazwa firmy                                    | Lokalizacja siedziby | Prowadzone sieci sklepów |
| --- | ---------------------------------------------- | -------------------- | --- |
| 1.  | 4 You Group                                    | Przeźmierowo         | multibrandowe sklepy odzieżowe sprzedające marki: Scotch & Soda, Blend, FQ1924, De Puta Madre 69, Peppercorn i Oxmo                                                                                                |
| 2.  | Ania Kruk Sp. z o.o.                           | Poznań               | butiki z biżuterią Ania Kruk |
| 3.  | Apart Sp. z o.o.                               | Suchy Las            | salony jubilerskie Apart |
| 4.  | Carry Sp. z o.o.                               | Poznań               | sklepy odzieżowe Carry |
| 5.  | Chata Polska S.A.                              | Poznań               | sklepy spożywcze i supermarkety Chata Polska |
| 6.  | Czerwona Torebka S.A.                          | Poznań               | pasaże handlowe Czerwona Torebka, sklepy owocowo-warzywne Warzywnik, sklepy dyskontowe Dyskont Czerwona Torebka |
| 7.  | DanHen                                         | Komorniki            | sklepy odzieżowe DanHen |
| 8.  | Eurocash S.A.                                  | Komorniki            | sklepy spożywcze Abc, Delikatesy Centrum, Euro Sklep, Gama, Groszek i Lewiatan; drogerie Koliber; hurtownie DEF, Eurocash Cash & Carry, KDWT i Tradis                                                              |
| 9.  | Fielmann Sp. z o.o.                            | Poznań               | salony optyczne Fielmann |
| 10. | Giacomo Conti s.c.                             | Poznań               | sklepy odzieżowe Giacomo Conti |
| 11. | Grupa Allegro                                  | Poznań               | portale internetowe Allegro.pl, Bankier.pl, Ceneo.pl, Citeam.pl, CoKupic.pl, FashionDays.pl, iStore.pl, Lokalo.pl, MojeAuto.pl, Oferia.pl, otoDom.pl, otoMoto.pl, PayU.pl, Sendit.pl i OLX.pl (dawniej Tablica.pl) |
| 12. | ITM Polska Sp. z o.o.                          | Poznań               | supermarkety Intermarché, markety budowlane Bricomarché, przymarketowe stacji paliw Intermarché |
| 13. | Jerónimo Martins Polska S.A.                   | Kostrzyn             | dyskonty Biedronka, drogerie Hebe |
| 14. | Komputronik S.A.                               | Poznań               | salony z elektroniką Komputronik i Komputronik Megastore, sklep internetowy Komputronik.pl |
| 15. | Lidl Polska Sklepy Spożywcze Sp. z o.o. Sp. k. | Jankowice            | dyskonty Lidl |
| 16. | Małpka S.A. (należy do Czerwona Torebka S.A.)  | Poznań               | sklepy spożywcze Małpka Express |
| 17. | Merlin.pl S.A.                                 | Poznań               | sklep internetowy Merlin.pl |
| 18. | New Yorker Polska Sp. z o.o.                   | Poznań               | sklepy odzieżowe New Yorker |
| 19. | Pepco Poland Sp. z o.o.                        | Poznań               | dyskonty odzieżowo-przemysłowe Pepco |
| 20. | Piotr i Paweł S.A.                             | Poznań               | supermarkety Piotr i Paweł |
| 21. | Selgros Sp. z o.o.                             | Poznań               | centra zaopatrzenia hurtowego Selgros Cash & Carry |
| 22. | Semax S.A.                                     | Poznań               | odzieżowe sklepy wyprzedażowe Vabbi Factory Outlet |
| 23. | Solar Company S.A.                             | Poznań               | sklepy odzieżowe Solar |
| 24. | Volkswagen Group Polska                        | Poznań               | oficjalny importer na Polskę samochodów, części zamiennych i akcesoriów: Audi, Porsche, SEAT, Škoda i Volkswagen                                                                                                   |
| 25. | W. Kruk (należy do Vistula Group S.A.)         | Poznań               | salony jubilerskie W. Kruk |
| 26. | Yes Biżuteria Sp. z o.o.                       | Poznań               | salony jubilerskie Yes |
| 27. | Żabka Polska S.A.                              | Poznań               | sklepy spożywcze Żabka i Freshmarket |